# Bembe jezik
Bembe jezik (ISO 639-3: bmb; beembe, ebembe, ibembe), nigersko-kongoanski jezik iz centralne bantu skupine u zoni D u Demokratskoj Republici Kongo (zapadno od jezera Tanganyika) i Tanzaniji. Govori ga oko 252 000 ljudi u DR Kongu (1991 UBS) i nepoznat broj u regiji Kigoma u Tanzaniji.
Bembe pripada podskupini bembe (D.50) koju čini zajedno s jezikom buyu [byi]. Ne smije se brkati s jezikom beembe [beq].

## Vanjske poveznice
- Ethnologue (14th)
- Ethnologue (15th)